# Distaplia retinaculata
Distaplia retinaculata är en sjöpungsart som beskrevs av Kott 1990. Distaplia retinaculata ingår i släktet Distaplia och familjen Holozoidae. Inga underarter finns listade i Catalogue of Life.